# San Carlos Autopan
San Carlos Autopan är en ort i Mexiko.   Den ligger i kommunen Toluca och delstaten Mexiko, i den sydöstra delen av landet, 60 km väster om huvudstaden Mexico City. San Carlos Autopan ligger 2 614 meter över havet och antalet invånare är 1 202.
Terrängen runt San Carlos Autopan är platt åt nordost, men åt sydväst är den kuperad. Runt San Carlos Autopan är det tätbefolkat, med 683 invånare per kvadratkilometer. Närmaste större samhälle är Toluca, 11,4 km söder om San Carlos Autopan. Trakten runt San Carlos Autopan består till största delen av jordbruksmark.